# 주정철
주정철(周正哲)은 조선민주주의인민공화국의 탁구 선수였다. 1987년 인도 뉴델리 세계선수권대회에서 단체 동메달을 획득하였다.